# Lake Dead
Lake Dead é um filme lançado no final de 2007, um dos filmes que entrou no festival dos 8 Filmes Para Morrer (em inglês: 8 Films to Die For). É um filme de terror que fala sobre um grupo de adolescentes que herdaram um hotel próximo a um lago, deparando-se com uma série de acontecimentos macabros e os segredos assustadores da família. Foi filmado em 2006, em Santa Clarita, Califórnia e Simi Valley, Califórnia. Foi produzido pela Alliance Group Entertainment e o director George Bessudo.

## Enredo
Três irmãs, Brielle (Kelsey Crane), Kelli (Kelsey Wedeen) e Sam, (Tara Gerard), receberam durante a noite um telefonema era o pai a dizer que o avô tinha falecido. Brielle recebeu também uma carta onde lhe diz que o avô tinha-lhes deixado um hotel. O pai delas, John (Dan Woods) disse-lhes para elas não irem, mas as irmãs ignoraram-no e pegaram seus três amigos, Tanya (Malea Richardson), Ben (Jim Devoti) e Bill (Alex R. Quinn), namorado de Amy (Vanessa Viola). Quando o grupo chegou ao hotel encontrou Gloria, uma simpática senhora, já de alguma idade. Após encontrarem o lago, o grupo de amigos, que havia decidido acampar ao invés de ficar no hotel, decide tomar um banho, não percebendo que Sam flutuava morta debaixo deles. Bill e Tanya vão à floresta para obter madeira para uma fogueira e acabam também sendo mortos.
Passado algum tempo Amy começa a ficar preocupada. Ben e Kelli decidem então averiguar o que se passa, deparando-se com o corpo de Bill enforcado. Assustados, correm de volta em direção ao trailer. Os amigos percebem então que estão lidando com um grupo de assassinos, familiares das irmãs, que preservam a tradição familiar da endogamia, tortura e o assassinato. As irmãs lutam para se manterem vivas e não entrarem nos rituais da família.

## Elenco
- Kelsey Crane...Brielle
- Kelsey Wedeen...Kelli
- Tara Gerard...Sam
- Jim Devoti...Ben
- Alex A. Quinn...Bill
- Malea Richardson...Tanya
- Pat McNeely...Gloria
- James C. Burns...Sheriff
- Vanessa Viola...Amy
- Dan Woods...John

## Lançamento
Lake Dead foi lançado nos E.U.A em Novembro de 2007. O DVD foi lançado em 18 de Março de 2008.